# The Ten Commandments (album)
The Ten Commandments este albumul de debut al formației americane de death metal Malevolent Creation. Lansat în 1991 prin intermediul casei de discuri R/C Records, a fost produs și proiectat de Scott Burns⁠(d).

## Lista pieselor
Toate melodiile sunt compuse de Bret Hoffmann și Phil Fasciana.
| Nr.             | Titlu                        | Lungime |  |
| 1.              | „Memorial Arrangements”      | 2:38    |  |
| 2.              | „Premature Burial”           | 3:17    |  |
| 3.              | „Remnants of Withered Decay” | 3:55    |  |
| 4.              | „Multiple Stab Wounds”       | 3:34    |  |
| 5.              | „Impaled Existence”          | 3:25    |  |
| 6.              | „Thou Shall Kill!”           | 4:31    |  |
| 7.              | „Sacrificial Annihilation”   | 3:24    |  |
| 8.              | „Decadence Within”           | 4:21    |  |
| 9.              | „Injected Sufferage”         | 3:41    |  |
| 10.             | „Malevolent Creation”        | 5:31    |  |
| Lungime totală: | Lungime totală:              | 38:17   |  |

## Membrii formației
- Bret Hoffmann - voce
- Phil Fasciana - chitara ritmica
- Jeff Juszkiewicz - chitară principală
- Jason Blachowicz - bas
- Mark Simpson - tobe